# Bugih
Bugih is een bestuurslaag in het regentschap Pamekasan van de provincie Oost-Java, Indonesië. Bugih telt 11.610 inwoners (volkstelling 2010).